# Giorgio Pantano
Giorgio Pantano (Padua, Italia; 4 de febrero de 1979) es un piloto de automovilismo italiano. Participó en Fórmula 1 durante 14 Grandes Premios de la temporada 2004 para el equipo Jordan. Posteriormente resultó campeón de GP2 Series con Racing Engineering en 2008, tras resultar tercero con Campos Grand Prix en 2007.

## Carrera
Luego de tres temporada en Fórmula 3000 Internacional ganando varias carreras, debutó con el equipo Jordan Grand Prix. Pantano no anotó puntos en 2004. Su mejor posición en una parrilla de salida fue la 14.ª, sus mejores resultados fueron dos 13.º y se retiró en 8 ocasiones.
Durante la temporada 2005 participó en GP2 Series con el equipo Super Nova Racing, terminando en sexta posición el campeonato con 6 podios como mejor resultado, y en esa misma temporada participó en dos carreras de la IndyCar Series con el equipo Chip Ganassi Racing.

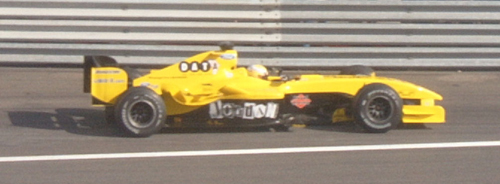
Pantano en el Gran Premio de Francia de 2004.

A principios de la temporada 2006 no recibió ninguna oferta atractiva para competir, pero el equipo FMS International le llamó para competir en la 4.ª cita de la temporada en España, en esta temporada consiguió sus primeras victorias de la categoría y terminó en quinta posición el campeonato con tres victorias.
Para la temporada temporada 2007 de GP2 Series, el equipo Campos Grand Prix le contrató para seguir en GP2. Mejoró sus actuaciones de temporadas pasadas en la categoría y consiguió dos victorias y seis podios que le valieron para terminar en tercera posición el campeonato.
En 2008, Pantano siguió en GP2 Series, esta vez con la escudería española Racing Engineering, donde consiguió su primer gran logro al proclamarse campeón con 4 victorias y 7 podios en su haber.
Se convirtió entonces en el primer campeón de la historia de la categoría de soporte de Fórmula 1, que no logra un puesto en la parrilla de F1 al año siguiente. En 2008 ganó una carrera en la temporada de Superleague Fórmula con A. C. Milan.
En 2013 Pantano compitió en la categoría International GT Open GTS y lidera el campeonato con tres victorias en 13 carreras. Al año siguiente corrió en Blancpain Sprint Series.

## Resultados

### Fórmula 3000 Internacional
(Clave) (negrita indica pole position) (cursiva indica vuelta rápida)

| Año      | Escudería      | 1       | 2      | 3     | 4       | 5       | 6       | 7     | 8       | 9     | 10      | 11     | 12    | Pos. | Puntos |
| -------- | -------------- | ------- | ------ | ----- | ------- | ------- | ------- | ----- | ------- | ----- | ------- | ------ | ----- | ---- | ------ |
| 2001     | Team Astromega | INT Ret | IMO 11 | CAT 9 | A1R 15  | MON Ret | NÜR 21  | MAG 8 | SIL Ret | HOC 7 | HUN 5   | SPA 11 | MNZ 1 | 9.º  | 12     |
| 2002     | Coloni F3000   | INT 8   | IMO 3  | CAT 1 | A1R 4   | MON Ret | NÜR Ret | SIL 4 | MAG 3   | HOC 1 | HUN 2   | SPA 1  | MNZ 3 | 2.º  | 54     |
| 2003     | Durango        | IMO Ret | CAT 1  | A1R 3 | MON Ret | NÜR 16  | MAG 1   | SIL 2 | HOC 7   | HUN 4 | MNZ Ret |        |       | 3.º  | 41     |
| Fuentes: |                |         |        |       |         |         |         |       |         |       |         |        |       |      |        |

### Fórmula 1
(Clave) (negrita indica pole position) (cursiva indica vuelta rápida)

| Año     | Escudería   | 1      | 2      | 3      | 4       | 5       | 6       | 7      | 8   | 9       | 10     | 11      | 12     | 13      | 14      | 15      | 16  | 17  | 18  | Pos. | Puntos |
| ------- | ----------- | ------ | ------ | ------ | ------- | ------- | ------- | ------ | --- | ------- | ------ | ------- | ------ | ------- | ------- | ------- | --- | --- | --- | ---- | ------ |
| 2004    | Jordan Ford | AUS 14 | MYS 13 | BHR 16 | SMR Ret | ESP Ret | MON Ret | EUR 13 | CAN | USA Ret | FRA 17 | GBR Ret | GER 15 | HUN Ret | BEL Ret | ITA Ret | CHN | JPN | BRA | 24.º | 0      |
| Fuente: |             |        |        |        |         |         |         |        |     |         |        |         |        |         |         |         |     |     |     |      |        |

### GP2 Series
(Clave) (negrita indica pole position) (cursiva indica vuelta rápida puntuable)

| Año  | Escudería                      | 1   | 1   | 2   | 2   | 3   | 3   | 4   | 4   | 5   | 5   | 6   | 6   | 7   | 7   | 8   | 8   | 9   | 9   | 10  | 10  | 11  | 11  | 12  | 12  | Pos. | Puntos | Ref.   |
| ---- | ------------------------------ | --- | --- | --- | --- | --- | --- | --- | --- | --- | --- | --- | --- | --- | --- | --- | --- | --- | --- | --- | --- | --- | --- | --- | --- | ---- | ------ | ------ |
| 2005 | Super Nova Racing              | IMO | IMO | BAR | BAR | MON | MON | NÜR | NÜR | MAG | MAG | SIL | SIL | HOC | HOC | BUD | BUD | EST | EST | MNZ | MNZ | SPA | SPA | SAK | SAK | 6.º  | 49     | [ 7 ]  |
| 2005 | Super Nova Racing              | 13† | Ret | 13  | 14  | Ret | Ret | 2   | 7   | 10  | 7   | 12  | 7   | 6   | 2   | 3   | 3   | 2   | 8   | 6   | 3   | NC  | 11  | 5   | 5   | 6.º  | 49     | [ 7 ]  |
| 2006 | Petrol Ofisi FMS International | VAL | VAL | IMO | IMO | NÜR | NÜR | BAR | BAR | MON | MON | SIL | SIL | MAG | MAG | HOC | HOC | BUD | BUD | EST | EST | MNZ | MNZ |     |     | 5.º  | 44     | [ 8 ]  |
| 2006 | Petrol Ofisi FMS International |     |     |     |     |     |     | 9   | 7   | Ret | Ret | 5   | 4   | 6   | 1   | 4   | 5   | 3   | 13  | Ret | Ret | 1   | 1   |     |     | 5.º  | 44     | [ 8 ]  |
| 2007 | Campos Grand Prix              | SAK | SAK | BAR | BAR | MON | MON | MAG | MAG | SIL | SIL | NÜR | NÜR | BUD | BUD | EST | EST | MNZ | MNZ | SPA | SPA | VAL | VAL |     |     | 3.º  | 59     | [ 9 ]  |
| 2007 | Campos Grand Prix              | DNS | Ret | Ret | 6   | 2   | 2   | 1   | 3   | Ret | 8   | 4   | 7   | Ret | 7   | 2   | 12  | 1   | DSQ | Ret | 14  | 2   | 5   |     |     | 3.º  | 59     | [ 9 ]  |
| 2008 | Racing Engineering             | BAR | BAR | EST | EST | MON | MON | MAG | MAG | SIL | SIL | HOC | HOC | BUD | BUD | VAL | VAL | SPA | SPA | MNZ | MNZ |     |     |     |     | 1.º  | 76     | [ 10 ] |
| 2008 | Racing Engineering             | 4   | 3   | 1   | 4   | Ret | Ret | 1   | Ret | 1   | 3   | 1   | Ret | 14  | 5   | 14† | 3   | DSQ | EX  | 10  | 5   |     |     |     |     | 1.º  | 76     | [ 10 ] |